# London Grammar
London Grammar és un grup d'indie pop britànic de Nottingham format el 2009. En formen part la Hannah Reid, el Dan Rothman i el Dominic 'Dot' Major. El seu primer senzill va ser Metal & Dust el febrer de 2013. El seu àlbum de debut va ser If You Wait del 9 de setembre de 2013.
El 9 de juny 2017 van publicar el seu segon disc d'estudi, Truth is a beautiful thing.